# Frances Bay
Frances Bay (Mannville, 23 januari 1919 – Los Angeles, 15 september 2011) geboren als Frances Goffman, was een Canadees/Amerikaans actrice.

## Biografie
Bay werd geboren in Mannville als dochter van een Oekraïens joodse immigrant, en groeide op in Dauphin (een plaats in de provincie Manitoba). 
Bay begon voor de Tweede Wereldoorlog met het acteren in lokale theaters in Winnipeg. Tijdens de Tweede Wereldoorlog was zij betrokken bij radio uitzendingen van de Canadian Broadcasting Corporation voor de soldaten overzee. In 1977 begon zij met acteren in televisieseries en films en was in meer dan 160 televisieseries en films te zien. 
Bay trouwde in 1946 en verhuisde toen met haar echtgenoot naar Kaapstad in Zuid-Afrika, waar zij samen met Uta Hagen het acteren leerde. Bay en haar echtgenoot kregen daar een zoon, echter hun zoon stierf op 23-jarige leeftijd. Haar echtgenoot stierf op 18 juni 2002, zijzelf op 15 september 2011 in haar woonplaats Los Angeles aan de gevolgen van longontsteking. 

## Filmografie

### Films
Selectie:
- 2001 The Wedding Planner – als Dottie
- 1999 Inspector Gadget – als Thelma
- 1996 Happy Gilmore – als oma
- 1994 In the Mouth of Madness – als mrs. Pickman
- 1992 Single White Female – als oudere buurvrouw
- 1992 Twin Peaks: Fire Walk With Me – als mrs. Tremon
- 1990 The Grifters – als motelmedewerkster Arizona
- 1990 Wild at Heart – als Madam
- 1989 The Karate Kid Part III – als mrs. Milo
- 1986 Blue Velvet – als tante Barbara
- 1986 Nomads – als Bertrill
- 1984 The Karate Kid – als vrouw met hond
- 1981 Buddy Buddy – als patiënte

### Televisieseries
Uitgezonderd eenmalige gastrollen.
- 2009-2011 The Middle – als tante Ginny – 11 afl.
- 1998-2000 The Hughleys – als mrs. Fitch – 8 afl.
- 1996-1998 Seinfeld – als mrs. Choate – 3 afl.
- 1992 Who's the Boss? – als Candy – 2 afl.
- 1991 Matlock – als Samantha Bergstrom – 2 afl.
- 1991 Hunter – als mrs. Laskey – 2 afl.
- 1990 Alf televisieserie ‘’- als Louise Beaumont - 1 afl.
- 1985 Santa Barbara – als mrs. McRae – 2 afl.
- 1982-1984 Happy Days – als oma Nussbaum – 3 afl.

- Bibliothèque nationale de France: cb14153824v (data)
- International Standard Name Identifier: 0000 0001 4000 9091
- Library of Congress Control Number: no97028311
- Virtual International Authority File: 182352429
- WorldCat: E39PBJdgWYHht6x7Xp3dGrckjC